# Charles Leiper Grigg
Charles Leiper Grigg (* 11. Mai 1868 in Prices Branch, Missouri; † 16. April 1940 in St. Louis, Missouri) erfand 7 Up.

## Leben
Charles Leiper Grigg wurde 1868 in Prices Branch (Missouri) geboren. Im Alter von 22 Jahren zog er nach St. Louis und wurde Partner einer Agentur für kohlensäurehaltige Getränke. 1919 entwickelte Grigg sein erstes Getränk namens Whistle. Der Erfolg führte zum Aufstieg Griggs bis zum Marketingmanager des Unternehmens. Wegen eines Streits musste Grigg das Unternehmen verlassen. Whistle wird noch heute in St. Louis hergestellt und verkauft. Er schloss sich der Warner Jenkins Company an und entwickelte neben Aromastoffen für alkoholfreie Getränke auch das Getränk Howdy. Zusammen mit Edmund G. Ridgway und Frank Gladney gründete er die Howdy Company. Grigg erfand das Getränk „Bib-Label Lithiated Lemon-Lime Soda“ 1929 in St. Louis. Er war mit Lucy E. Alexander Grigg verheiratet.